# Невероватни Хулк (филм)
Невероватни Хулк (енгл. The Incredible Hulk) амерички је научнофантастични суперхеројски филм из 2008. године у режији Луја Летерјеа заснован на Марвеловом стрипу о суперхероју Хулку. Сценарио потписује Зек Пен на основу стрипу Хулк аутора Стена Лија и Џека Кирбија, док су продуценти филма Ави Арад, Гејл Ени Хард и Кевин Фајги. Филмску музику је компоновао Крејг Армстронг. Ово је други наставак у серији филмова из Марвеловог филмског универзума.
Насловну улогу тумачи Едвард Нортон као Брус Банер (Хулк), док су у осталим улогама су Лив Тајлер, Тим Рот, Тим Блејк Нелсон, Тајрел Барел и Вилијам Херт. Дистрибуиран од стране Universal Picturesа, светска премијера филма је одржана 8. јуна 2008. године у Лос Анђелесу, а у америчке биоскопе је пуштен 13. јуна исте године. 
Буџет филма је износио 150 милиона долара, а зарада од филма је 263,4 милиона долара.

## Радња
На Калвер Универзитету у Вирџинији, генерал Рос се среће са доктором Брусом Банером, колегом и момком његове ћерке Бети, у вези са експериментима гама-зрачењем над људима. Експеримент, који је део програма из Другог светског рата о супер-војницима, не успева и услед изложености високом степену гама-зрачења Банер се трансформише у Хулка сваки пут када му број откуцаја срца у минуту пређе 200. Хулк уништава лабораторију и притом убија неколико људи из околине. Хулк постаје бегунац и скрива се од Војске САД-а.
Након пет година, Банер је запослен у фабрици сокова у Рокињи, фавели надомак Рија и покушава да нађе лек за своје стање. Анонимно се дописује са колегом научником, кога ословљава са "господин Плави". Уз помоћ јоге и контроле беса, Банер је дуже од пет месеци успео да избегне преображај у Хулка. Банер се током рада посече и кап његове крви упада у сок који трака односи у продају. Кап Банерове крви заражава потрошача у Висконсину (камео Стена Лија) и истрага Војске Сједињених Држава води тим предвођен Емилом Блонским до Бразила. Блонски је пре путовања пристао да му се убризга мала количина серума сличног оном који је користио Банер.
Гоњен потером, Банер, који је у међувремену имао инцидент у ком се претворио у Хулка, се враћа на Калвер Универзитет и поново се налази са Бети. Генерал Рос поново организује напад на Банера који поновно постаје Хулк, одбија нападе, озбиљно повређује Блонског и одлази са Бети. Банер и Бети одлучују да се нађу са господином Плавим, за кога се испоставља да је у ствари доктор Самјуел Стернс. Стернс уверава Банера да има лек за његово стање. По сазнању да је Стернс од његових узорака крви направио генетску банку, Банер жели да уништи узорке због могућности злоупотребе.
Серумом излечен Блонски по трећи пут креће у заробљавање Хулка. Наизглед излечен Банер пада у руке генерала Роса заједно са Бети и хеликоптер их одвози. Блонски приморава Стернса да му убризга Банерове узорке како би добио Хулкову снагу. Иако упозорен да може доћи до застрашујућих последица, Блонски инсистира на формули. Комбинација серума супер-војника и Банерове крви од Блонског прави Абоминатора, чудовиште које превазилази Хулкову величину и снагу. Блонски без контроле напада Стернса који долази у додир са Банеровом крвљу што и њега тера на мутацију.
Схвативши да само Хулк може зауставити Блонског, Банер наговара Роса да га пусти. Након пада на градски асфалт, Банер постаје Хулк. Након борбе по Харлему, Хулк успева да порази Абоминатора замало га не удавивши. Он оставља Блонског и Роса органима реда. Након поновног сусрета са Бети, Хулк одлази из Њујорка.
Месец дана касније, Банер се налази у Британској Колумбији. Уместо да ради на прекиду трансформација, Банер се труди како да их контролише. Тони Старк прилази Росу у бару како би му рекао да се тим полако саставља.

## Улоге
| Глумац              | Улога                  |
| ------------------- | ---------------------- |
| Едвард Нортон       | Брус Банер / Хулк      |
| Лив Тајлер          | Бети Рос               |
| Тим Рот             | Емил Блонски           |
| Тим Блејк Нелсон    | Самуел Стернс          |
| Тајрел Барел        | Леонард Самсон         |
| Вилијам Херт        | генерал Тадијус Рос    |
| Роберт Дауни Јуниор | Тони Старк / Ајрон Мен |